# Prawet
Prawet (thailändisch ประเวศ) ist eine der 50 Khet (Bezirke) in Bangkok, der Hauptstadt von Thailand. Er liegt im äußersten Südosten der Stadt entlang der Thanon Phatanakhan (Phatanakhan-Straße).

## Geographie
Der Bezirk Prawet ist im Norden begrenzt von der Eisenbahnlinie Bangkok-Aranyaphrathet, im Osten vom Khlong Ta Phuk (gleichzeitig Grenze zur Nachbarprovinz Samut Prakan), im Süden vom Khlong Bang Na (ebenfalls gleichzeitig Grenze zur Nachbarprovinz Samut Prakan) und im Westen von den Khlongs Khlet, Thalad und Bueng. 
Die benachbarten Distrikte sind im Uhrzeigersinn von Norden aus: Saphan Sung, Lat Krabang (in Bangkok), der Amphoe Bang Phli der Provinz Samut Prakan, und die Khet Bang Na, Phra Khanong und Suan Luang.

## Geschichte
Thailands neuer internationaler Flughafen Suvarnabhumi International Airport liegt im benachbarten Bezirk Bang Phli der Provinz (Changwat) Samut Prakan. Die Regierung plant daher, Bang Phli mit dem Amphoe Bang Sao Thong (ebenfalls Provinz Samut Prakan) zusammen mit den Khet Prawet und Lat Krabang zu einer neuen Provinz Nakhon Suvarnabhumi zusammenzufassen.

## Interessante Orte
- König-Rama-IX.-Park (Thai: สวนหลวง รัชกาลที่ 9, engl.: King Rama 9 Park), ein etwa 80 ha großer öffentlicher Park[2]
- Seacon Square

## Verwaltung
Der Bezirk ist in drei Unterbezirke (Khwaeng) gegliedert:
| Nr. | Name     | Thai    | Einw.  |
| --- | -------- | ------- | ------ |
| 1.  | Prawet   | ประเวศ  | 77.545 |
| 2.  | Nong Bon | หนองบอน | 42.745 |
| 3.  | Dok Mai  | ดอกไม้   | 43.186 |